# Chandler Tuttle
Chandler Tuttle är en amerikansk medieprofil, filmförfattare och regissör. Tuttle är VD för nyhetssidorna Big Think och Freethink. Han är yngre bror till MacKenzie Scott.

## Karriär
Chandler Tuttle avlade kandidatexamen inom film på New York University 2005. Han var sedan chefsassistent på det amerikanska filmbolaget Focus Features mellan 2005 och 2007. Han har skrivit och regisserat flera filmer och TV-serier, bland annat science fiction-filmen 2081 från 2009, baserad på Kurt Vonneguts novell "Harrison Bergeron". Han regisserade även Honor Flight, en dokumentär om andra världskrigets veteraner, som vann priser på flera filmfestivaler 2013.
Mellan 2009 och 2016 var Tuttle Creative Director för Oslo Freedom Forum, en ideell organisation som årligen anordnar en människorätts-konferens i Oslo. En journalist noterade 2008 att Tuttle ofta citerade en mening från Ayn Rands Romantic Manifesto: "Konst är ett selektivt återskapande av verkligheten som speglar konstnärens metafysiska värderingar."
Tuttle är sedan 2020 VD för webbsidan Big Think och är medgrundare till sidan Freethink, startad 2016.